# Paus Urbanus I
Urbanus I (Rome, geboortedatum onbekend - aldaar?, 23 mei 230?) was officieel de zeventiende paus van de Katholieke Kerk. Tijdens zijn pontificaat speelde, sinds Calixtus I), de kwestie van tegenpaus Hippolytus.
Over zijn leven is niets bekend. We hebben geen idee van zijn geboortenaam of -plaats, van zijn pontificaatjaren, van het jaar van  overlijden, van zijn taken en/of verplichtingen als bisschop van Rome. Er doen slechts enkele legenden over hem de ronde.
Urbanus wordt door Eusebius in zijn Kerkgeschiedenis uit ca. 312 genoemd, maar Eusebius zelf is berucht onbetrouwbaar als historicus. Zijn bijdrage ten aanzien van Urbanus is onbeduidend en op niets gebaseerd. Ook de voortzetting van Eusebius´ Kerkgeschiedenis door een onbekende schrijver voegt niets toe.
Bronnen uit Rome weten ook niets te melden. De Catalogus van Liberius bevat verzinsels en met het Liber Pontificarum (Bisschoppenboek) is het niet beter gesteld. De wetten die Urbanus volgens de Pseudo-isidorische decretalen zou hebben uitgevaardigd, zijn door de schrijver zelf verzonnen of bestaan uit een tekst uit Eusebius´ Kerkgeschiedenis. Urbanus wordt geassocieerd met de heilige Caecilia, de heilige van de muziek. Uit haar Vita, uit ca. 485, kunnen echter geen betrouwbare historische gegevens over zijn leven worden gehaald. Ook zijn eigen Vita, uit ca. 1275, vertelt niets over de persoon zelf.
In Nederland zijn er vijf kerken die zijn naam dragen. Twee kerken in de gemeente Ouder-Amstel, te weten in Duivendrecht en in Ouderkerk aan de Amstel, twee kerken in de voormalige gemeente Nieuwer-Amstel, te weten in Nes aan de Amstel en in Bovenkerk en een kerk in Belfeld, waar hij tevens patroonheilige van het dorp is en bij het gemeentewapen van de voormalige gemeente Belfeld als schildhouder staat.
Met vier kerken, een parochie en straatnamen wordt Urbanus  wel de "Bisschop van Amstelland" genoemd. Toch is het onduidelijk wanneer en hoe hij in Amstelland terecht is gekomen. Er doen wat theorieën de ronde. 
De eerste zegt dat Urbanus met bisschop Willibrord vanuit de wijnstreken bij Luxemburg en Trier is "meegereisd" en uiteindelijk in Amstelland terechtkwam. 
De tweede zegt dat Urbanus als populaire heilige in de wijnstreken, voor de Heren van Amstel een heilige was met voldoende prestige om in Amstelland te introduceren. Urbanus zou dan rond 985 in Amstelland terechtgekomen zijn, toen de zoon van graaf Dirk II van Holland, Egbert, aartsbisschop van Trier was. 
De derde zegt dat Urbanus om niets dan commerciële redenen naar Amstelland werd gehaald; een populaire heilige werd vaak de bron van  een bloeiende economie in een bepaalde plaats. 
Als vierde zou Sint Urbanus door de Heren van Amstel gebruikt kunnen zijn in de rivaliteit met Sint Maarten van het aartsbisdom Utrecht. Bij gebrek aan bronnen kan geen van deze hypothesen worden geverifieerd.
Urbanus I wordt als martelaar en heilige vereerd. Hij werd rond 700 door een lokale bisschop in de wijnstreken in Trier of omgeving, heilig verklaard. In bepaalde streken stond hij toen niet als martelaar, maar als belijder bekend. Zijn verering nam in de middeleeuwen zulke extreme vormen aan, dat de autoriteiten hier iets probeerden aan te doen. 
Met name in de Duitstalige landen en de Elzas wordt hij vereerd als beschermheilige van de wijnboeren, wijngaarden, wijn, de winter en kuipers. Hij wordt aangeroepen tegen dronkenschap, jicht, vorst, onweer en bliksem. Tevens is hij patroonheilige van Toledo, Troyes en Valencia. 
Urbanus' sterfdag is onbekend; zijn feestdag is 25 mei. Zijn marteldood is fictief, hooguit een literair thema. De enige reden waarom men ervan uitgaat dat Urbanus I inderdaad geleefd heeft en bisschop van Rome is geweest, is een regel in de graflijst van bisschop Sixtus III uit de eerste helft van de 5e eeuw. Daarop staan een aantal bisschoppen van Rome, waaronder een Urbanus. Er staat dat hij werd begraven in de Catacombe van Sint-Calixtus. Zijn grafsteen bevat een Griekstalige inscriptie in een lettertype uit een latere tijd dan toen Urbanus leefde. De steen kan daarom bij een willekeurig lichaam zijn gelegd.
Cursief: tegenpaus